# Giovanni Tabacchi
Giovanni Maria Francesco Tabacchi (Mirandola, 26 settembre 1838 – Mirandola, 5 marzo 1918) è stato un militare e politico italiano.
Partecipò alla spedizione dei Mille e fu deputato e senatore del Regno d'Italia

## Biografia
Figlio di Enrico (1805-1864) e di Adele Boselli (1816-1869), di famiglia benestante e laureato in ingegneria presso la scuola militare di Torino (1859), prestò servizio nell'esercito sardo come ufficiale dei bersaglieri durante la seconda guerra d'indipendenza e la campagna per l'Indipendenza e l'Unità d'Italia, lasciò la carriera militare dopo l'Armistizio di Villafranca.
Qualche mese dopo, rispose all'appello di Giuseppe Garibaldi del 1862 e partecipò alla spedizione dei "mille" in Sicilia e sull'Aspromonte.
In occasione della fuga sui monti calabri, Tabacchi fu tra i quelli che riuscirono a procurarsi una patata nel celebre campo di Gambarie, invitando il commilitone Giulio Adamoli a spartire il magro bottino. Anni dopo, entrambi deputati, Tabacchi rimproverò scherzosamente in Parlamento Adamoli per avergli divorato mezza patata, senza neppure ringraziarlo.
Nel 1866 prese parte alla terza guerra d'indipendenza e l'anno successivo, durante l'invasione garibaldina della campagna dell'Agro romano per la liberazione di Roma, partecipò al tentativo insurrezionale del 23 ottobre 1867 nel drappello agli ordini di Enrico Cairoli che portò allo scontro di villa Glori. Dopo la morte di Cairoli, Tabacchi assunse il comando dei superstiti, riuscendo a condurne molti in salvo, dopo aver resistito fino all'arrivo delle tenebre.
Fu consigliere comunale di Mirandola dal 1881 al 1892 e consigliere provinciale di Modena nel 1891.
Eletto deputato al Parlamento per tre legislature (nel 1886 e 1890 nel collegio elettorale di Modena e nel 1892 nel collegio di Mirandola), fu automaticamente nominato senatore del Regno il 3 giugno 1908. Rimase in carica fino alla morte, avvenuta nella sua città natale il 5 marzo 1918.
In sua memoria è intitolata una strada di Mirandola, situata a fianco del Teatro Nuovo (un tempo chiamata via del Mercato).